# 1337x
1337x是一个提供种子文件与磁力链接，以通过BitTorrent协议进行点对点网络文件分享的导航网站。根据TorrentFreak新闻博客的报道，1337x是截至2021年第三大受欢迎的种子网站。

## 历史
1337x成立于2007年，在2016年KickassTorrents关闭后愈受欢迎。2016年10月，它推出了具有新功能的全新网站设计。此网站被Google搜索封禁，不会出现在Google搜索的结果中，这一封禁举措是2015年在Feelgood Entertainment的要求下采取的；同年，该网站从旧的.pl域转移到.to，其中部分原因是为了逃避封锁。
1337x的设计可以与现已关闭的h33t相比较。由于海盗湾有潜在可能被关闭，1337x被认为是其替代品。